# AG Возничего
AG Возничего (лат. AG Aurigae) — одиночная переменная звезда в созвездии Возничего на расстоянии (вычисленном из значения параллакса) приблизительно 8128 световых лет (около 2492 парсеков) от Солнца. Видимая звёздная величина звезды — от +11,8m до +8,8m.

## Характеристики
AG Возничего — оранжевый гигант, пульсирующая полуправильная переменная звезда типа SRD (SRD) спектрального класса G2e-K0(M3). Радиус — около 91,16 солнечных, светимость — около 1733,957 солнечных. Эффективная температура — около 3901 К.